# Stazione di Migliarino Pisano
Stazione di Migliarino Pisano 2003-ban bezárt vasútállomás Olaszországban, Vecchiano település Migliarino Pisano frazionéjában.

## Vasútvonalak
Az állomást az alábbi vasútvonalak érintették:
- Pisa–La Spezia–Genova-vasútvonal

## Kapcsolódó állomások
A vasútállomáshoz az alábbi állomások vannak a legközelebb:
- Stazione di Pisa San Rossore (Stazione di Pisa Centrale)
- Stazione di Torre del Lago Puccini (Stazione di Genova Piazza Principe)